# São Mateus do Sul
São Mateus do Sul est une ville brésilienne de l'État du Paraná.

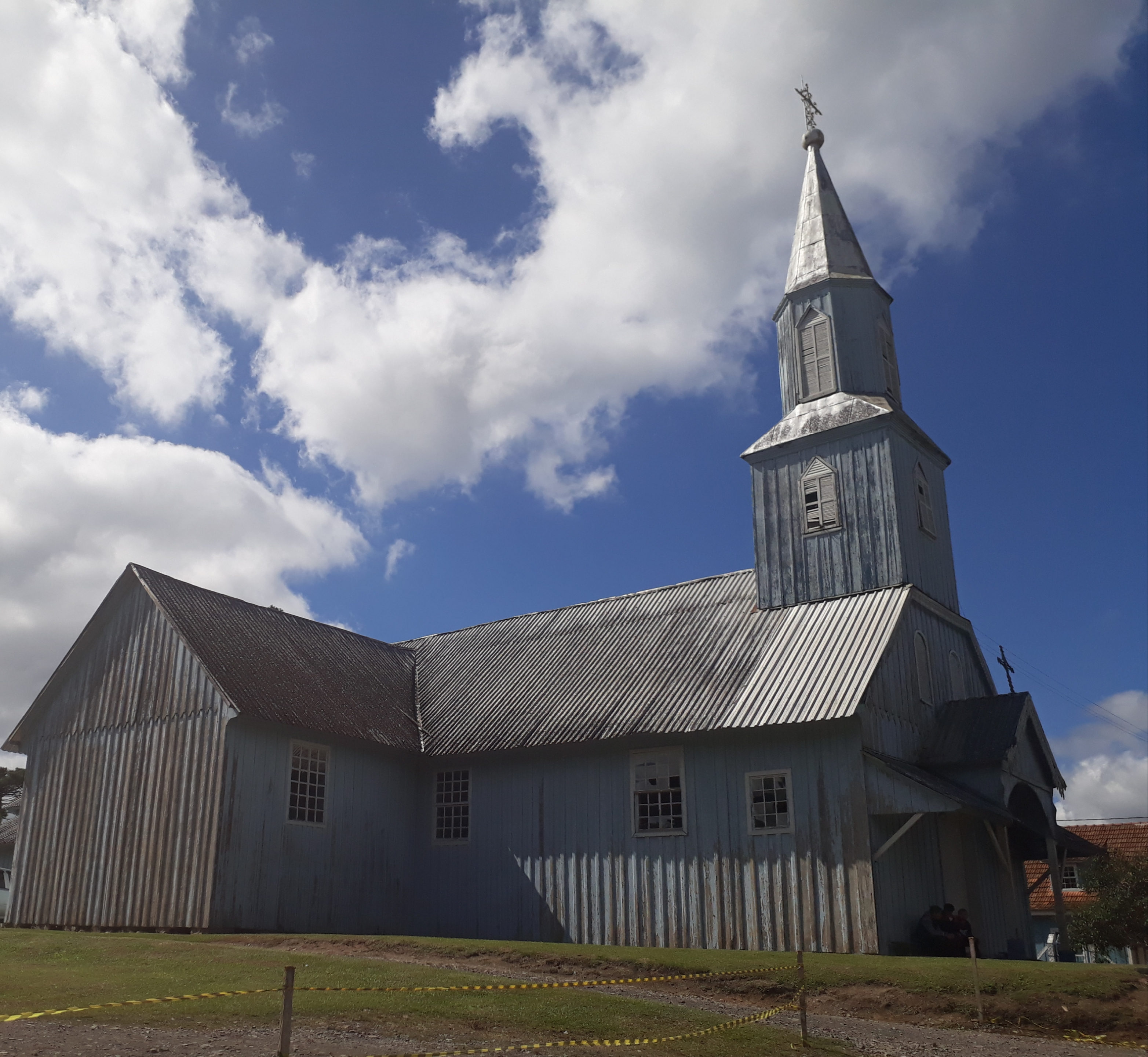
Église fondée par la communauté polonaise de São Mateus do Sul

## Maires
| Période | Période | Identité                    | Étiquette | Qualité |
| ------- | ------- | --------------------------- | --------- | ------- |
| 2009    | 2012    | Luiz Adyr Gonçalves Pereira | PMDB      |         |